# قائمة بالمواقع الفلكية الأثرية حسب البلد
فيما يلي، قائمة بالمواقع الأثرية التي يعتقذ\د بأنها موقع استعملت لأغراض فلكية مصنفة بحسب البلد.

## أرمينيا
- موقع زوراتس كارير (الملقب بالكاراهانج)، موقع الأثري يقال بأن له أهمية فلكية، على الرغم من أن هذا متنازع عليها.

## أستراليا
- موقع ناغوت ناغوت التي تروي التقاليد الشفوية بأن نقوشه تمثل دورات القمر.[1]
- موقع يوردي يوان الذي يحتوي على ترتيب للأحجار التي قد تتعلق بنظم الدروة الشمسية[2]

## البرازيل
- كالسيوني، وتسمى «بستونهنج الأمازون».

## بلغاريا
- كهف ماغورا الذي يحتوي رسومات من العصر البرونزي والتي تمثل «مربعات سوداء وبيضاء يمكن أن تكون قد استخدمت لحساب عدد الأيام في الشهر» ، وربما يشير إلى عدد الأيام الشمسية الاستوائية.[3]

## كمبوديا
- أنغكور وات
- موقع فنوم باكهنغ، والذي، بحسب العالم الفرنسي جان فيليوزات من المدرسة الفرنسية، بني مركز برجه ليمثل محور العالم بينما الأبراج لـ108 الأصغر يمثلون مراحل القمر الأربعة وكل مرحلة هي 27 يوما.[4]

## كندا
- Petroforms
- عجلة الطب

## كولومبيا
- موقع الإنفيونيتو (ويعني من الاسبانية بـ «الجحيم الصغير») وهو يتألف من عدة حفريات أرضية تحيط بعدد من الصخور المنتصبة حيث يوجد مجموعة من تلال الدفن. يبدوا أن. الموقع كان مركزا للاحتفالات الدينية والروحية والشعائر، كما كان له دورا كمرصد فلكي بدائي.

## الصين
- مقبرة بويانغ، التي تعود إلى 5000 سنة مضت، فيها فسيفساء من الأبراج الفلكية.[5]

## مصر
- أبو سمبل، وضع محور المعبد من قبل المهندسين المعماريين المصريين القدماء لتخترق ضوء الشمس الحرم مرتين في السنه في كل من 2- تشرين الأول / أكتوبر و 20 شباط / فبراير لتضيء النحت على الجدار الخلفي  باستثناء تمثال بتاح، إله العالم السفلي، الذي يبقى دائما في الظلام.[6][7]
- أهرامات مصر
- بلايا النبطية

## فرنسا
- أحجار كارناك

## ألمانيا
- دائرة كوسك
- غلوبيرغ
- ماجدالينا بيرغ (المتنازع عليها)[8]

## غواتيمالا
- تيكال

## هندوراس
- كوبان (مدينة أثرية)
- إلبوينتو

## إندونيسيا
- بوروبودور
- برامبانان

## الهند
للحصول على قائمة كاملة انظر الفصل على الهند في ICOMOS كتاب حرره كلايف راغلز وميشيل كوتي. وتشمل هذه المواقع:
- برهماغيري
- هاناماساغر
- أوداياغيري
- الشمس معابد فاراناسي
- فياجيانغار
- جانتار المنطار
- سيدي غيارا

## إيران
- برسبوليس
- نقش الإلكتروني رستم

## إيطاليا
- ألاتري

## كينيا
- ناموراتونغا

## كوريا
- مرصد قديم في تشومسونغداي في غيونغجو (مدينة) في جمهورية كوريا.

## جمهورية مقدونيا
- كوكينو يقع 1030 متر فوق مستوى سطح البحر على قمة تاتيكيف كامين بالقرب من كومانوفو.

## مالطا
- معابد مالطا الصخرية
- منجدرا

## المكسيك
- Calakmul
- كانتونا
- Cañada de la Virgen
- كاساس جراند
- تشيتشن إيتزا ، كاراكول هو نظرية أن تكون proto-المرصد مع الأبواب والنوافذ الانحياز إلى الأحداث الفلكية، وتحديدا حول مسار كوكب الزهرة كما يخترق السماوات. El Castillo الرئيسي الهرم أيضا archeoastronomy الميزات.
- Coba
- Dzibilchaltun, الاعتدال الربيعي، تشرق الشمس حتى تشرق مباشرة من خلال نافذة واحدة من المعبد.
- Ikil, Hierophany حيث شروق الشمس في يوم الشمسية زينيث العبور ينسجم مع قمة Ikil هيكل 1 كما ينظر إليها من نقطة مراقبة داخل Ikil الكهف 1.
- نمط الحياة
- Mitla
- مونت ألبان ، زينيث أنبوب
- بالنك
- La كويمادا
- ش Tajín
- تيوتيهواكان ، منقور-عبر الدوائر مسح علامات
- تولوم
- Uxmal, فينوس محاذاة «الحاكم القصر»
- Xochicalco ، زينيث أنبوب
- Yagul

## هولندا
- قبور ثقافة فونلبيكر الجندلية في شرق هولندا والتي قد تكون موجهة على طلوع القمر.[10]

## باكستان
- حصن لاهور

## بيرو
- بوينا فيستا
- شانكيلو
- كوسكو
- ماتشو بيتشو
- خطوط نازكا
- شوكويكيراو
- أولايتانتامبو

## البرتغال
- المندرس كرومليخ
- أنتا غراندي دي زامبويرو
- كولمن آف كونيا بايخا

## رومانيا
- سارميتوغوسا ريجيا

## سوريا
- رجم الهري في الجولان, التي تحتلها إسرائيل.

## السويد
- حجارة ألي

## سويسرا
- عواميد جوفيز

## تركيا
- كوبيكلي تبة

## المملكة المتحدة
- بالكروي
- باسكاون أون حيث تشرق الشمس الشتوية من فجوة لامورنا.[11]
- براين سيلي الإفرنجي الانحياز مع الانقلاب الصيفي مثل أن يضيء ضوء الكوارتز الغنية الحجر في الجزء الخلفي من الغرفة [12]
- حجارة كالانيش
- عصور ما قبل التاريخ في أوركني
- ستونهنج
- وودهنج

## الولايات المتحدة
- ستونهنج في أميركا في نيو هامبشاير
- تلال أندرسون, أندرسون, إنديانا.
- عجلة بيكهورن الطب
- العناصرالكبيرة المسيسيبي الثقافة الموقع مع العديد من الطاقة الشمسية وغيرها من التحالفات
  - العناصر Woodhenge, الاعتدال والانقلاب الصيفي شروق/الشتوي غروب الشمس الانحياز دائرة الأخشاب
  - تل 72, الانقلاب الصيفي شروق/الشتوي غروب الشمس الانحياز الدفن
- Casa Malpaís الأثري Springerville, أريزونا. الانقلاب الصيفي في الظهر وغروب الشمس.
- شاكو كانيونالكاردينال التوجهات، ميريديان المواءمة بين pueblo التحالفات
  - فإن 3-بلاطة الموقع[13] قمة Fajada بوتي في شاكو كانيون، الذي يصادف solstices.
- المدخنة روك منطقة أثرية بالقرب من Pagosa Springs, Colorado
- جرف القصر[14] في ميسا الأخضر الحديقة الوطنية
- الكراك الكهف في الصورة الوادي (كولورادو) في كومانتش الوطني المراعي
- الزمرد التلة موقع القرية, لبنان, إلينوي
- Haleets في بينبريج آيلاند في ولاية واشنطن
- Hovenweep القلعة[15]
- هولي الانقلاب الفريق في وhovenweep النصب التذكاري الوطني
- مورهيد دائرة، دائرة الأخشاب في أوهايو
- المثمن الحفر[16]
- الثعبان تل
- Skystone بالقرب Naches درب في ولاية واشنطن
- والي قبة في سكرامنتو الجبال (نيو مكسيكو)[17]